# Federico Visconti
Pour les articles homonymes, voir Visconti.
Federico Visconti (né en 1617 à Milan, en Lombardie, alors capitale du duché de Milan et mort le 7 janvier 1693 à Rome) est un cardinal italien du XVIIe siècle.

## Biographie
Federico Visconti exerce diverses fonctions au sein de la Curie romaine, notamment comme gouverneur de plusieurs villes des États pontificaux et comme auditeur à la Rote romaine.
Il est nommé archevêque de Milan en 1681. 
Le pape Innocent XI le crée cardinal le 1er septembre 1681. Le cardinal Visconti participe au conclave de 1689, lors duquel Alexandre VIII est élu pape, et à celui de 1691 (élection d'Innocent XII.
Le cardinal Visconti meurt à Rome le 7 janvier 1693, à l'âge de 75 ans.